# Toktogul
Toktogul (in kirghiso Токтогул?) è una città del Kirghizistan, capoluogo del distretto omonimo; l'insediamento è situato sulla riva settentrionale del bacino artificiale Toktogul.
Toktogul è così intitolata in onore del poeta Toktogul Satılgan, al quale ha dato i natali.